# Tuberculitermes
Tuberculitermes es un género de termitas isópteras perteneciente a la familia Termitidae que tiene las siguientes especies:
1. Tuberculitermes bycanistes
2. Tuberculitermes flexuosus